# كيفن مارشال
كيفن مارشال هو لاعب هوكي الجليد كندي، ولد في 10 مارس 1989 في بوشيفيل في كندا.

## وصلات خارجية
- كيفن مارشال على موقع دوري الهوكي الوطني (الإنجليزية)
- كيفن مارشال على موقع قاعة مشاهير الهوكي (لاعب أن.إتش.أل) (الإنجليزية)
- كيفن مارشال على موقع EliteProspects.com (الإنجليزية)
- كيفن مارشال على موقع Eurohockey.com (الإنجليزية)
- كيفن مارشال على موقع HockeyDB.com (الإنجليزية)
- كيفن مارشال على موقع Hockey-Reference.com (الإنجليزية)